# Cynoglossum stewartii
Cynoglossum stewartii là loài thực vật có hoa trong họ Mồ hôi. Loài này được Kazmi mô tả khoa học đầu tiên năm 1971.